# Suisse au Concours Eurovision de la chanson 2018
La Suisse est l'un des quarante-trois pays participants du Concours Eurovision de la chanson 2018, qui se déroule à Lisbonne au Portugal. Le pays est représenté par Zibbz et leur chanson Stones, sélectionnés via l'émission Die grosse Entscheidungsshow. Le duo ne se classera finalement que 13e lors de la demi-finale, recevant 86 points, ce qui ne leur permet pas de participer à la grande finale.

## Sélection
Le pays a annoncé sa participation le 13 juillet 2017. 
La Suisse reconduira l'émission télévisée Die grosse Entscheidungsshow pour choisir son représentant au Concours 2018. Six chanteurs y concourront pour représenter la Suisse au Concours Eurovision de la chanson 2018.  
Le jury est composé de sept jurés internationaux qui attribueront chacun 6, 8, 10 et 12 points à leur quatre chanson favorites. Le public attribuera pour sa part 252 points.
| Ordre | Artiste         | Chanson          | Jury                   | Jury                 | Jury                 | Jury                 | Jury                | Jury                 | Jury             | Télévote | Total | Place |
| Ordre | Artiste         | Chanson          | Drapeau de l'Allemagne | Drapeau de la France | Drapeau de l'Arménie | Drapeau de l'Albanie | Drapeau de l'Italie | Drapeau de l'Islande | Drapeau d’Israël | Télévote | Total | Place |
| ----- | --------------- | ---------------- | ---------------------- | -------------------- | -------------------- | -------------------- | ------------------- | -------------------- | ---------------- | -------- | ----- | ----- |
| 1     | Zibbz           | Stones           | 10                     | 10                   | 8                    | 12                   | 12                  | 12                   | 12               | 77       | 153   | 1     |
| 2     | Angie Ott       | A Thousand Times | 8                      | –                    | 6                    | 6                    | –                   | 6                    | –                | 39       | 65    | 5     |
| 3     | Naeman          | Kiss me          | 6                      | –                    | –                    | –                    | 8                   | –                    | –                | 19       | 33    | 6     |
| 4     | Chiara Dubey    | Secrets and Lies | –                      | 6                    | –                    | –                    | –                   | 8                    | 8                | 44       | 66    | 4     |
| 5     | Alejandro Rejes | Compass          | 12                     | 12                   | 10                   | 8                    | 10                  | 10                   | 10               | 48       | 120   | 2     |
| 6     | Vanessa Iraci   | Redlights        | –                      | 8                    | 12                   | 10                   | 6                   | –                    | 6                | 25       | 67    | 3     |

Au terme de la soirée, le groupe Zibbz et sa chanson Stones sont sélectionnés pour représenter la Suisse à l'Eurovision 2018.

## À l'Eurovision
La Suisse a participé à la première demi-finale, le 8 mai 2018. Terminant 13e avec 86 points, le pays échoue à se qualifier pour la finale.